# カヘティ州
カヘティ州（グルジア語: კახეთი、英: Kakheti）は、ジョージアの東部に位置する州。グルジア語の一種を話すカヘティア人が暮らす。北はコーカサス山脈で、北東でロシアと、南東でアゼルバイジャンと、南西でクヴェモ・カルトリ州と、北西でムツヘタ＝ムティアネティ州とそれぞれ接する。トゥシフ＝ゴンボリ山脈を境に東側が「内カヘティ」、西側が「外カヘティ」に分けられ、東へはアラザニ川、西へはイオリ川が流れる。
ダヴィド・ガレジ複合修道院がある。アゼルバイジャンとの間で領土問題を抱えている。

## 地理
一般的にアラザニ川右岸の内カヘティ、イオリ川中流の盆地から成る外カヘティ、両者の間のキジーキ、アラザキ川左岸の4つの地域に分けられる。中世はこれにヘレティ地域を加えていたが、15世紀から徐々に忘れ去られた。

## 行政区画
カヘティ州は、下記の8つの地区で構成される。
| 地区名（日本語）     | 地区名（ジョージア語）        | 中心地           | 面積 (km2) | 人口 (2014年現在) | 備考 |
| -------------------- | ----------------------------- | ---------------- | ---------- | ----------------- | ---- |
| アフメタ地区         | ახმეტის მუნიციპალიტეტი        | アフメタ         | 2,207.6    | 31,461            |      |
| テラヴィ地区         | თელავის მუნიციპალიტეტი        | テラヴィ         | 1,094.5    | 58,350            |      |
| グルジャアニ地区     | გურჯაანის მუნიციპალიტეტი      | グルジャアニ     | 846        | 54,337            |      |
| デドプリスツカロ地区 | დედოფლისწყაროს მუნიციპალიტეტი | デドプリスツカロ | 2,532      | 21,221            |      |
| ラゴデヒ地区         | ლაგოდეხის მუნიციპალიტეტი      | ラゴデヒ         | 890.2      | 41,678            |      |
| サガレジョ地区       | საგარეჯოს მუნიციპალიტეტი      | サガレジョ       | 1,553,7    | 51,761            |      |
| シグナギ地区         | სიღნაღის მუნიციპალიტეტი       | シグナギ         | 1,251      | 29,948            |      |
| クヴァレリ地区       | ყვარლის მუნიციპალიტეტი        | クヴァレリ       | 1,000      | 29,827            |      |

## 歴史
8世紀末ごろから、独立した封建国家が存在した。11世紀初頭にジョージア連合王国に組み込まれたが、10年足らずで離脱。12世紀初頭にジョージア王ダヴィト4世（在位: 1089年–1125年）によって再び連合王国の領土となった。連合王国が崩壊した1460年代に独立し、1762年にはカルトリ王国と合併して「カルトリ＝カヘティ東グルジア連合王国」に国号を改め、テラヴィを首都とした。しかし度重なるペルシャの侵略により国力は衰え、1801年にロシア帝国に併合された。
1918年から1921年までグルジア民主共和国に、1922年から1991年までグルジア・ソビエト社会主義共和国にそれぞれ属し、1991年の独立後は国内の一地方として機能している。テラヴィは現在もこの地方の中心都市であり続けている。

## ギャラリー

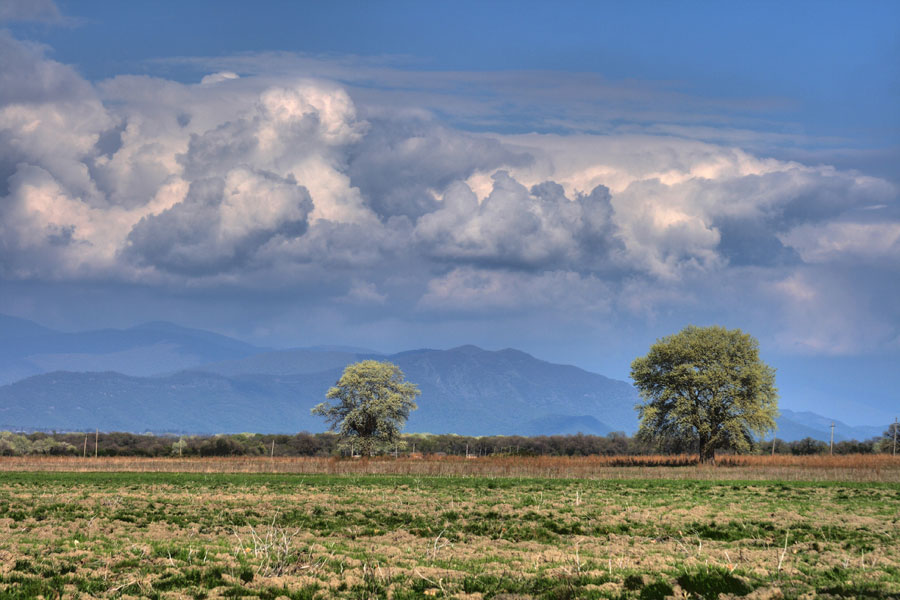
アラザニ盆地
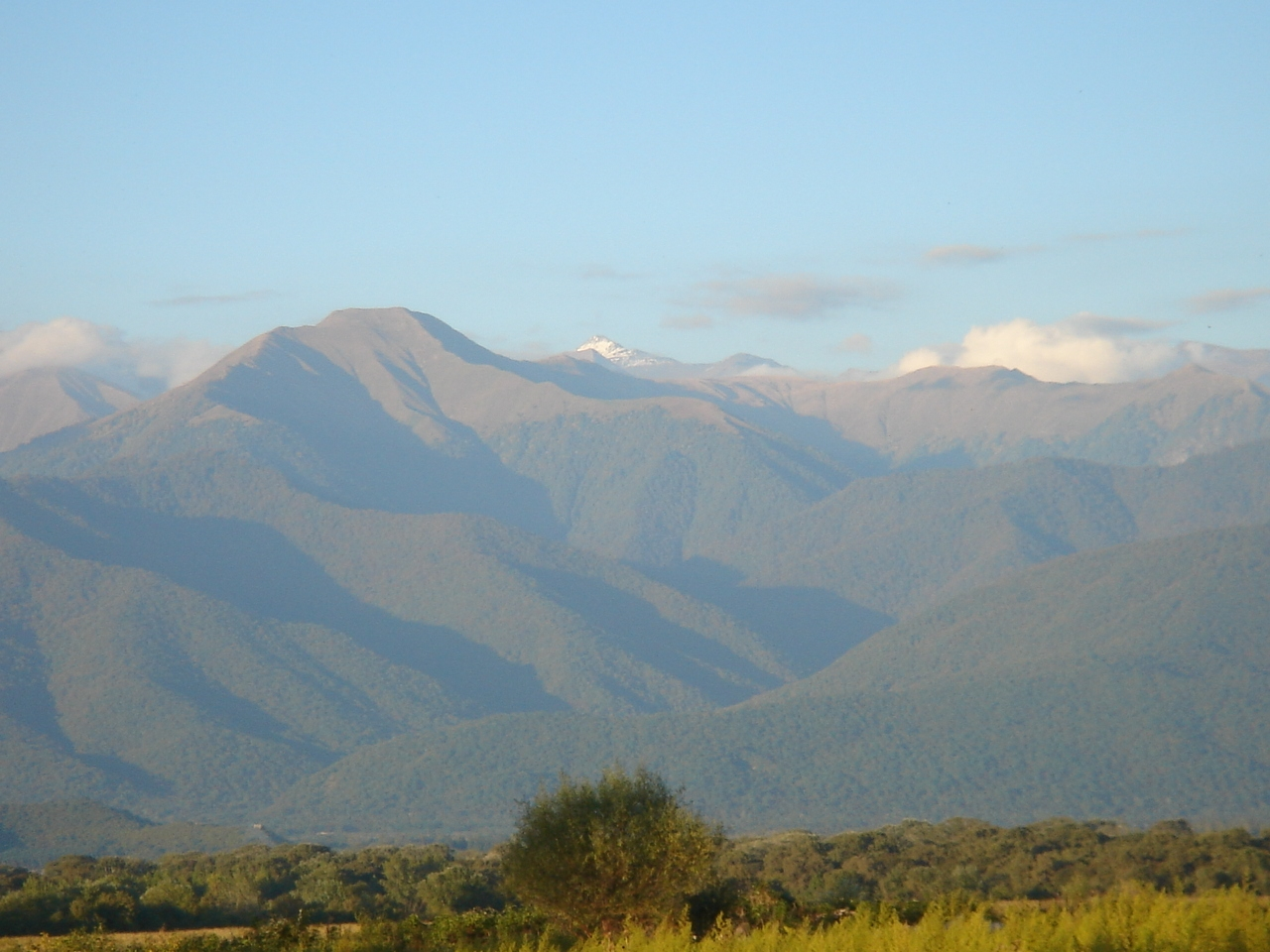
コーカサス山脈とアラザニ盆地
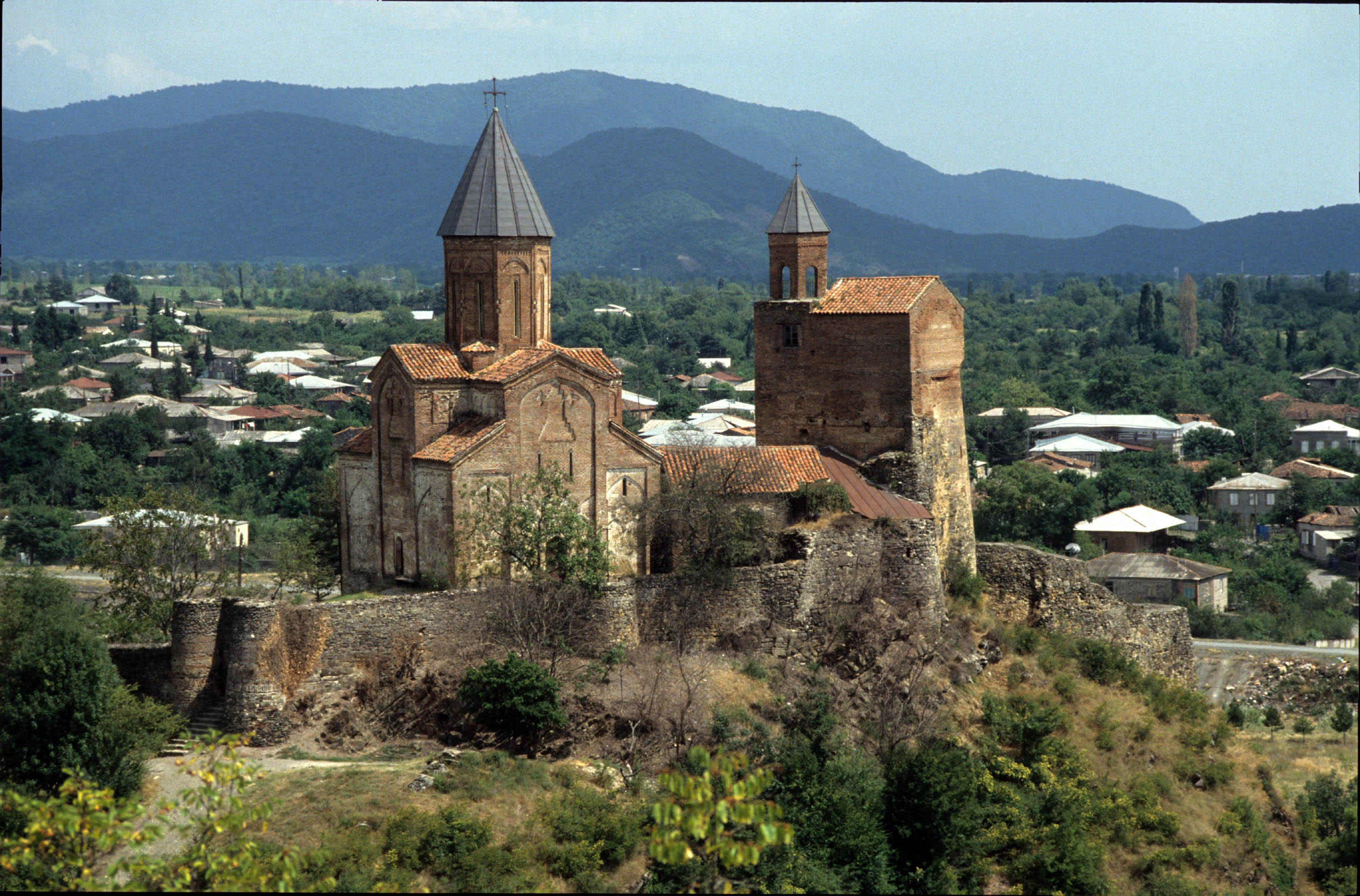
グレミ教会
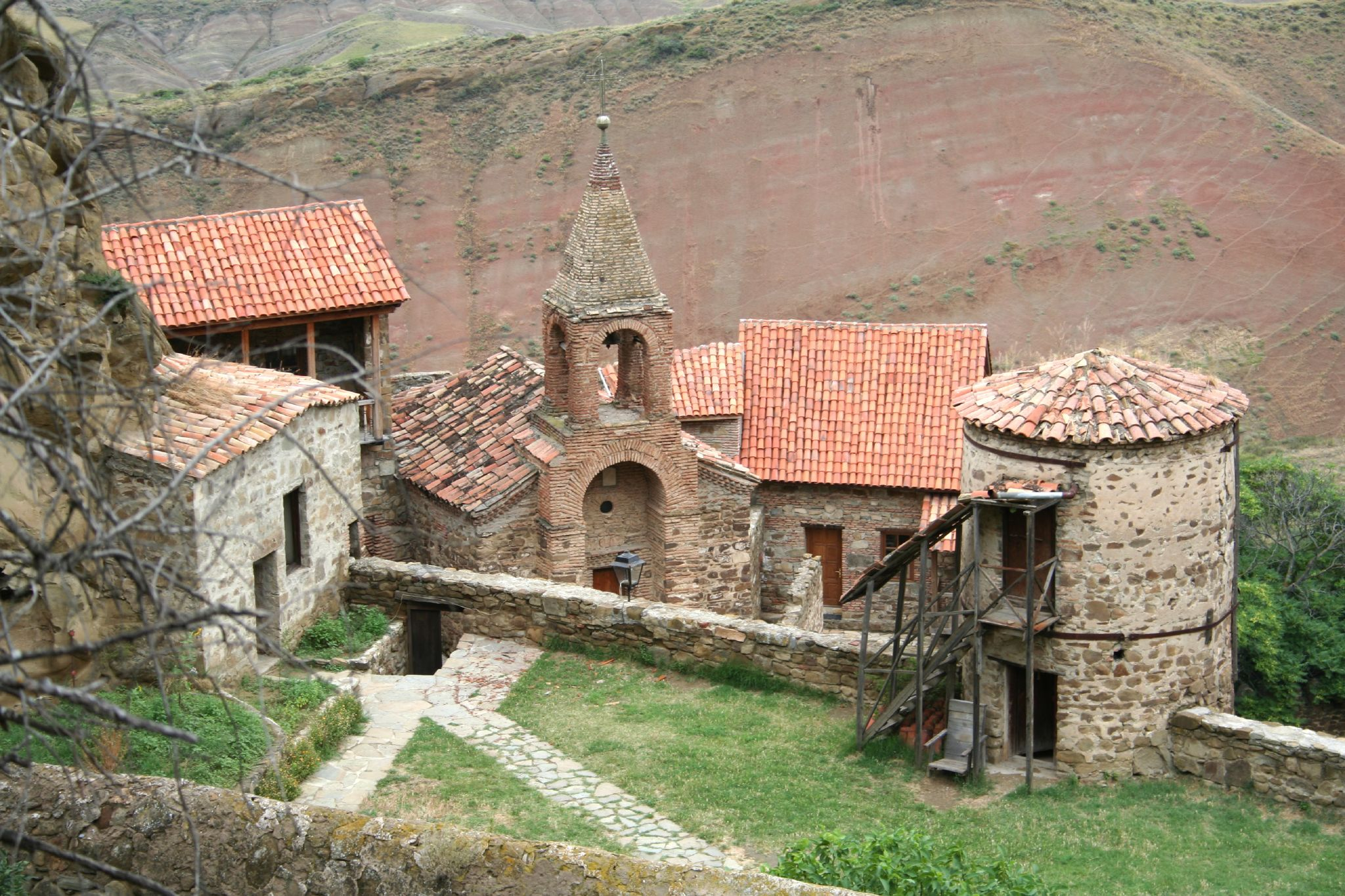
ダヴィド・ガレジ